# Ивнянский район
Ивнянский район  — административно-территориальная единица (район) и муниципальное образование (муниципальный район) в Белгородской области России.
Административный центр — посёлок городского типа Ивня.

## География
Ивнянский район расположен в северо-западной части области. На севере и западе граничит с землями Курской области, на востоке — с Прохоровским, на юге — с Яковлевским, на юго-западе — Ракитянским районам области. Общая площадь района составляет 871,1 км².

## История
Первые сведения о слободе Ивня (Курасовка) Белгородской губернии появились (1762). Название слободы произошло от слов «ивняк» «ива», которые во множестве произростали по берегам небольшой речки. К Богатовскому уезду Курской губернии, Ивню отнесли (1779). После упразднения уезда (1802), входившие в состав населённые пункты переданы в состав Обоянского уезда Курской губернии.
Владельцами Ивни стал (1852) В. Н. Карамзин — один из сыновей известного российского историка Н. М. Карамзина, а после его смерти имение перешло в распоряжение графа К. П. Клейнмихеля.
Ивнянский район образован 30 июля 1928 года в составе Белгородского округа Центрально-Чернозёмной области. В него вошли сельсоветы: Верхопенский, Берёзовский, Новенский, Ново-Поселковский, Ивнянский, Курасовский, Алисовский, Вознесеновский, Владимировский, Орловский, Сафоновский, Ольховатский, Кочетовский, Сухо-Солотинский, Новосёловский, Покровский, Федчёвский, Студенской, 2 — Новосёловский, Драгунский, Песчанский, Хомутчанский, Череновский, Богатенский, Выезжанский, включающие 44 населённых пункта, 8811 дворов с населением 52 726 человек. С 13 июня 1934 года район входил в состав Курской области, с 6 января 1954 года — в составе Белгородской. В 1962—1964 годах территория Ивнянского района входила в состав Ракитянского района.
С 1 января 2006 года в соответствии с Законом Белгородской области от 20.12.2004 № 159 и Законом Белгородской области от 04.03.2005 № 171 муниципальное образование «Ивнянский район» наделено статусом муниципального района. На территории района образованы 14 муниципальных образования: 1 городское и 13 сельских поселений.

## Герб Ивнянского района
Герб Ивнянского района утверждён постановлением главы администрации района (15 декабря 1995) за № 260. Он представляет собой геральдический щит французской формы, рассечёны вертикально на два равных поля: правый — серебряного цвета, левый — лазоревого. В центре щита изображена плакучая ива, в правом поле — зелёная, а в левом — золотая. Такой герб называется «говорящий», поскольку нанесено на нём изображение символизирует название населённого пункта. В вольной части (правом верхнем углу) щита традиционно размещён герб Белгородской области.

## Население
| 1959    | 1970    | 1979    | 1989    | 2002    | 2009    | 2010    | 2011    | 2012    |
| ------- | ------- | ------- | ------- | ------- | ------- | ------- | ------- | ------- |
| 29 984  | ↗30 110 | ↘24 791 | ↘23 314 | ↗24 468 | ↘23 218 | ↗23 570 | ↘23 507 | ↘23 264 |
| 2013    | 2014    | 2015    | 2016    | 2017    | 2018    | 2019    | 2020    | 2021    |
| ↘22 945 | ↘22 749 | ↘22 531 | ↘22 299 | ↘22 029 | ↘21 766 | ↘21 380 | ↘20 939 | ↗21 650 |

### Урбанизация
В городских условиях (пгт Ивня) проживают 32,95 % населения района.

### Национальный состав
По итогам переписи населения 2020 года проживали следующие национальности (национальности менее 0,1 % и другое, см. в сноске к строке «Другие»):
| Национальность   | Численность, чел. | Доля     |
| ---------------- | ----------------- | -------- |
| Русские          | 20 281            | 93,67 %  |
| Армяне           | 283               | 1,31 %   |
| Украинцы         | 248               | 1,15 %   |
| Турки            | 92                | 0,42 %   |
| Молдаване        | 50                | 0,23 %   |
| Турки-месхетинцы | 42                | 0,19 %   |
| Азербайджанцы    | 34                | 0,16 %   |
| Узбеки           | 32                | 0,15 %   |
| Другие           | 588               | 2,72 %   |
| Итого            | 21 650            | 100,00 % |

## Муниципально-территориальное устройство
В Ивнянский район как муниципальное образование со статусом муниципального района входят 15 муниципальных образований, в том числе 1 городское и 14 сельских поселений:
| №  | Муниципальное образование          | Административный центр | Количество населённых пунктов | Население | Площадь, км2 |
| -- | ---------------------------------- | ---------------------- | ----------------------------- | --------- | ------------ |
| 1  | городское поселение посёлок Ивня   | пгт Ивня               | 6                             | ↗7748     | 100,68       |
| 2  | Богатенское сельское поселение     | село Богатое           | 2                             | ↗724      | 42,11        |
| 3  | Верхопенское сельское поселение    | село Верхопенье        | 3                             | ↘2458     | 95,58        |
| 4  | Владимировское сельское поселение  | село Владимировка      | 1                             | ↗569      |              |
| 5  | Вознесеновское сельское поселение  | село Вознесеновка      | 2                             | ↗1028     | 80,86        |
| 6  | Драгунское сельское поселение      | село Драгунка          | 2                             | ↗548      | 37,42        |
| 7  | Кочетовское сельское поселение     | село Кочетовка         | 1                             | ↗782      | 70,64        |
| 8  | Курасовское сельское поселение     | село Курасовка         | 3                             | ↗1495     | 38,53        |
| 9  | Новенское сельское поселение       | село Новенькое         | 2                             | ↘1646     | 71,51        |
| 10 | Покровское сельское поселение      | село Покровка          | 5                             | ↗1054     | 70,99        |
| 11 | Сафоновское сельское поселение     | село Сафоновка         | 3                             | ↘736      | 52,12        |
| 12 | Сухосолотинское сельское поселение | село Сухосолотино      | 1                             | ↗441      | 43,82        |
| 13 | Сырцевское сельское поселение      | село Сырцево           | 3                             | ↗800      | 72,04        |
| 14 | Хомутчанское сельское поселение    | село Хомутцы           | 2                             | ↗584      | 35,66        |
| 15 | Череновское сельское поселение     | село Череново          | 4                             | ↘1037     | 59,15        |

С 2005 до 2015 гг. в состав Ивнянского района входили 1 городское и 13 сельских поселений.
Законом Белгородской области от 29 апреля 2015 года Вознесеновское сельское поселение преобразовано путём разделения на Владимировское сельское поселение с административным центром в селе Владимировка и Вознесеновское сельское поселение с административным центром в селе Вознесеновка.

## Населённые пункты
В Ивнянском районе 40 населённых пунктов.
| №  | Населённый пункт    | Тип                         | Население | Муниципальное образование          |
| -- | ------------------- | --------------------------- | --------- | ---------------------------------- |
| 1  | Алисовка            | село                        | ↘31       | Курасовское сельское поселение     |
| 2  | Береговой           | хутор                       | ↘28       | Покровское сельское поселение      |
| 3  | Берёзовка           | село                        | ↘293      | Сырцевское сельское поселение      |
| 4  | Богатое             | село                        | ↘531      | Богатенское сельское поселение     |
| 5  | Верхопенье          | село                        | ↗2410     | Верхопенское сельское поселение    |
| 6  | Владимировка        | село                        | ↗569      | Владимировское сельское поселение  |
| 7  | Вознесеновка        | село                        | ↘916      | Вознесеновское сельское поселение  |
| 8  | Выезжее             | село                        | ↘132      | Драгунское сельское поселение      |
| 9  | Гремучий            | хутор                       | ↘52       | Сырцевское сельское поселение      |
| 10 | Драгунка            | село                        | ↘446      | Драгунское сельское поселение      |
| 11 | Зоринские Дворы     | хутор                       | ↘46       | Вознесеновское сельское поселение  |
| 12 | Ивня                | пгт, административный центр | ↗7134     | городское поселение посёлок Ивня   |
| 13 | Калиновка           | хутор                       | ↘4        | Курасовское сельское поселение     |
| 14 | Кировский           | посёлок                     | ↘130      | городское поселение посёлок Ивня   |
| 15 | Кочетовка           | село                        | ↗782      | Кочетовское сельское поселение     |
| 16 | Красная Поляна      | хутор                       | ↘19       | Покровское сельское поселение      |
| 17 | Курасовка           | село                        | ↘1456     | Курасовское сельское поселение     |
| 18 | Лучки               | хутор                       | ↘31       | Покровское сельское поселение      |
| 19 | Новенькое           | село                        | ↘1720     | Новенское сельское поселение       |
| 20 | Новосёловка Вторая  | село                        | ↘221      | Богатенское сельское поселение     |
| 21 | Новосёловка Первая  | село                        | ↗110      | Верхопенское сельское поселение    |
| 22 | Новый Посёлок       | село                        | ↘135      | Новенское сельское поселение       |
| 23 | Ольховатка          | село                        | ↘297      | Сафоновское сельское поселение     |
| 24 | Орловка             | село                        | ↘258      | Сафоновское сельское поселение     |
| 25 | Павловский          | посёлок                     | ↘9        | городское поселение посёлок Ивня   |
| 26 | Песчаное            | село                        | ↘680      | Череновское сельское поселение     |
| 27 | Покровка            | село                        | ↘880      | Покровское сельское поселение      |
| 28 | Покровский          | хутор                       | ↗152      | Верхопенское сельское поселение    |
| 29 | Рождественка        | село                        | ↘247      | Покровское сельское поселение      |
| 30 | Самарино            | село                        | ↗178      | Хомутчанское сельское поселение    |
| 31 | Сафоновка           | село                        | ↘320      | Сафоновское сельское поселение     |
| 32 | Степь               | хутор                       | →0        | Череновское сельское поселение     |
| 33 | Студенок            | село                        | ↘108      | городское поселение посёлок Ивня   |
| 34 | Студенской          | посёлок                     | ↘21       | городское поселение посёлок Ивня   |
| 35 | Сухосолотино        | село                        | ↗441      | Сухосолотинское сельское поселение |
| 36 | Сырцево             | село                        | ↘473      | Сырцевское сельское поселение      |
| 37 | Федчевка            | село                        | ↘377      | городское поселение посёлок Ивня   |
| 38 | Хомутцы             | село                        | ↘513      | Хомутчанское сельское поселение    |
| 39 | Череново            | село                        | ↗553      | Череновское сельское поселение     |
| 40 | Череновские Выселки | хутор                       | ↘0        | Череновское сельское поселение     |

## Местное самоуправление
Глава администрации района — Щепин Игорь Анатольевич.

## Экономика

### Промышленность
Индекс промышленного производства за 1 квартал 2010 года в целом по промышленным видам деятельности по району составил 221,7 % к соответствующему периоду прошлого года (в сопоставимых ценах). Объём отгруженных товаров собственного производства, выполненных работ и услуг собственными силами по обрабатывающим предприятиям района (по состоянию на 1.04.2010 г. действовало одно предприятие — ЗАО «Белком») за 1 квартал 2010 года составил 572 507 тыс. руб., что к соответствующему периоду прошлого года составило 263,6 % (217 164 тыс. руб.). Объём отгруженных товаров собственного производства, выполненных работ и услуг собственными силами по предприятиям, занятым производством и распределением электроэнергии, газа и воды за январь — март 2010 года составил 21 114 тыс. руб., что к соответствующему периоду прошлого года составило 131,4 % (в действующих ценах).

### Аграрный сектор
Сельское хозяйство — важнейшая отрасль для экономики района. В районе реализуется приоритетный национальный проект «Развитие АПК». Успешно работают новые животноводческие комплексы, агрохолдинг, развиваются малые формы хозяйствования.
Положение в животноводческой отрасли сельхозпредприятий характеризуют следующие показатели: по состоянию на 01.04.2010 г. поголовье КРС составило 7137 гол. (на 01.04.2009 г. — 5760 гол.), в том числе коров — 4049 гол. (на 01.04.2009 г. — 3247 гол.), свиней — 193 957 гол. (на 01.04.2009 г. — 195 169 гол.), овец — 879 гол. (на 1.04.2009 г. — 880 гол.). Получено приплода: телят — 1011 гол. (1 квартал 2009 г. — 802 гол.), поросят — 101 657 гол. (1 квартал 2009 г. — 97 117 гол.). Падёж КРС составил 173 гол. (1 квартал 2009 г. — 154 гол.), свиней — 11 655 гол. (1 квартал 2009 г. — 11 074 гол.), овец — 4 гол. (1 квартал 2009 г. — 22 гол.). Реализовано на убой скота и птицы (в живом весе) 9489,6 тонны, что к соответствующему периоду прошлого года составило 111,2 % (8534,0 тонны). Объём производства молока за отчётный период составил 6327,7 тонны, что к уровню 1 квартала 2009 года составило 125,6 % (5037,2 тонны). Продуктивность дойного стада в отчётном периоде составила 1613 кг молока от одной коровы (1 квартал 2009 года — 1472 кг).
В Ивнянском районе в рамках областной целевой программы «Семейные фермы Белогорья» созданы 4 СССПоК: «Ивнянские семейные фермы», «Ивнянские кроликофермы», «Ивнянское молоко», «Агротехнопарк». Действует 5 инфраструктурных предприятий, оказывающих услуги семейным фермам района, которых по состоянию на 01.04.2010 г. создано 125. За 1 квартал 2010 года семейными фермами реализовано продукции на 11,3 млн.руб. Под постоянным контролем администрации района находится вопрос развития личных подсобных хозяйств граждан. В настоящее время на территории района насчитывается 6684 таких хозяйства. В них содержится 2732 гол. КРС, в том числе коров 1343 гол., свиней 3028 гол., овец и коз 2439 гол., кроликов 3500 гол., 67,9 тыс. гол. птицы (на 01.04.2009 г. соответственно 2641 гол.; 1450 гол.; 4468 гол.; 1649 гол.; 2905 гол.; 70,0 тыс.гол.).

### Строительство
В 2010 году было намечено за счёт всех источников финансирования освоить объём капитальных вложений в сумме 283,817 млн рублей, фактически за 1 квартал 2010 года освоено 58,725 млн руб. (20,7 %), в том числе:
|                                                  | намечено | фактически |
| ------------------------------------------------ | -------- | ---------- |
| строительство очистных сооружений в посёлке Ивня | 3,0      |            |
| капитальный ремонт объектов культуры             | 25,510   | 3,8        |
| инженерное обустройство микрорайонов             | 6,707    |            |
| реконструкция ГТС в селе Кочетовка               | 3,6      |            |
| переселение и капитальный ремонт жилых домов     |          |            |
| озеленение                                       | 7880     |            |
| благоустройство кладбищ                          | 3,138    | 0,15       |
| благоустройство населённых пунктов               | 6,25     |            |
| строительство тротуаров и велодорожек            | 4,9      | 2,558      |
| программа электроснабжения                       | 21,604   | 4,19       |
| жилищное строительство                           | 171,462  | 44,321     |
| строительство жилья для детей — сирот            | 5,7      |            |
| разработка градостроительной документации        | 3,567    |            |
| программа обеспечения жильём молодых семей       | 0,59     |            |
| дорожное строительство                           | 19,91    | 3,706      |

По программе капитального ремонта сельских клубов на реконструкцию Дома культуры со спортивным залом в селе Покровка выделен лимит 11,51 млн рублей. Выполнено строительно-монтажных работ на сумму 3,8 млн рублей. На капитальные ремонты сельских клубов в сёлах Богатое, Кочетовка и Сырцево выделено 14 млн рублей. Проведены торги, заключены контракты на разработку градостроительной документации, запланировано — 3,567 млн рублей. Продолжился капитальный ремонт гидротехнических сооружений на реке Солотинка в селе Кочетовка. Было запланировано освоить 3,6 млн рублей. Завершалось строительство очистных сооружений в посёлке Ивня, было запланировано освоить 3 млн рублей. По программе благоустройства населённых пунктов планировалось отремонтировать автодорогу по улице Загать (2,5 км) в селе Курасовка (6,25 млн руб.). Намечалось проложить 4,5 км пешеходных тротуаров и велосипедных дорожек из тротуарной плитки на сумму 4,9 млн рублей, освоено — 2,558 млн рублей. На содержание автомобильных дорог общего пользования было запланировано освоить 6,205 млн руб, на содержание улично-дорожной сети 7,5 млн рублей. За 1 квартал 2010 года было освоено 3,706 млн рублей.
По программе озеленения было запланировано на обустройство парков в сёлах Новенькое, Богатое и в пос. Ивня 5,58 млн рублей и на содержание газонов и цветников городского и сельских поселений 2,3 млн рублей. По реализации областного Проекта «Социальное обустройство сельских территорий Белгородской области» на благоустройство кладбищ в сёлах Верхопенье, Богатое, Драгунка, Покровка, Сухосолотино и Сырцево было запланировано 3,138 млн рублей, освоено 0,15 млн рублей. По программе энергоснабжения и электроосвещения выполнена реконструкция 3,0 км ВЛ — 0,4 кВт и замена КТП-100 в селе Федчевка. Освоено 4,19 млн руб. За счёт средств населения построены и введены в эксплуатацию 15 жилых домов общей площадью 2162 м². Освоено — 44,32 млн руб. По программе инженерного обустройства микрорайонов ИЖС в селах Верхопенье, Вознесеновка и МКР Северный — 1 посёлка Ивня планировалось проложить 5,3 км водопровода, 0,7 км газопровода и 1,5 км электролиний, предусмотрено 6,707 млн рублей. На строительство жилья для детей-сирот и детей, оставшихся без попечения родителей району выделено — 5,7 млн рублей, проведён аукцион, заключен контракт на строительство 3 домов (6 квартир) общей площадью 219 м², изготовлена проектно-сметная документация, на строительной площадке велись подготовительные работы. По программе «Жилище» для обеспечения жильём молодых семей выделено 590 тысяч рублей.
В соответствии с Концепцией проекта озеленения и ландшафтного обустройства территории Белгородской области «Зелёная столица», утверждённой распоряжением правительства Белгородской области от 25 января 2010 г. № 35-р, аналогичная Концепция проекта по Ивнянскому району была одобрена Муниципальным советом Ивнянского района 25 февраля 2010 года. По состоянию на 23 апреля 2010 года по направлению «Озеленение и ландшафтное обустройство» на территории района высажено 44 670 саженцев деревьев, 11 515 кустарников. 2800 шт. рассады цветов, 38 кг семян цветов, 107 кг семян травы, 5663 шт. корневищ; по направлению «Сплошное облесение меловых склонов и эрозионно опасных участков» на 80 га высажено 215 тыс. саженцев деревьев (сосна).

### Потребительский рынок
По состоянию на 01.04.2010 года на территории района действовали 172 объекта розничной торговли с торговой площадью 9,0 тыс. м², из них: магазины — 163, мелкорозничные предприятия (киоски) — 9. По ассортименту реализуемых товаров объекты розничной торговли подразделяются: продовольственные — 21, непродовольственные — 62, со смешанным ассортиментом товаров (ТПС) — 89, в том числе магазины по самообслуживанию — 5.
Кроме этого, торговое обслуживание населения 17-ти отдалённых и труднодоступных населенных пунктов района (села, хутора и отдаленные улицы сел) осуществляют автомагазины Ивнянского потребительского общества «Альянс». Предприятий общественного питания действует 27 на 2669 посадочных мест (в том числе 17 школьных столовых на 1990 посадочных мест). На территории района действуют два предприятия оптовой торговли площадью 0,5 тыс. м². Численность работающих на предприятиях торговли и общественного питания 490 человек. На территории п. Ивня функционирует универсальный розничный рынок на 63 торговых места, принадлежащий ООО «ТД Февраль». Местовой сбор с лиц, торгующих продукцией, выращенной в личном подсобном хозяйстве, не взимается. Все лица, торгующие на рынке, зарегистрированы индивидуальными предпринимателями, являются гражданами РФ и постоянно проживают на территории района. Оборот розничного товарооборота по торговым предприятиям района составил за 1 квартал 2010 года 69,3 млн руб., что к соответствующему периоду 2009 года составляет 102 %. Система ИПО «Альянс» включает в себя 15 торговых предприятий, 4 предприятия общественного питания, кондитерский цех. За январь — март 2010 года объём розничного товарооборота по ИПО «Альянс» составил 18,96 млн руб. или 94,6 % к соответствующему периоду 2009 года (в сопоставимых ценах).
На территории района действуют 28 предприятий бытового обслуживания населения, оказывающих 13 видов услуг. Под постоянным контролем администрации района находится вопрос выполнения постановления главы местного самоуправления района от 02.11.2005 года № 383 «О целевой программе по защите прав потребителей в Ивнянском районе на 2006—2010 годы».

### Малое предпринимательство
На территории района по состоянию на 1 апреля 2010 года действовало 60 малых предприятий с численностью работающих 650 человек (на 1 апреля 2009 г. соответственно 52 и 590). Объём выпуска товаров (работ, услуг) предприятиями малого бизнеса за 1 квартал 2010 года оценивался в пределах 124,4 млн руб. (105 % в действующих ценах к уровню 1 квартала 2009 года). Кроме того, на территории района зарегистрировано 690 индивидуальных предпринимателей, занимающихся, в основном, розничной торговлей, транспортными услугами, сельским хозяйством. В соответствии с Программой содействия занятости населения Ивнянского района в 1 квартале 2010 года 5 человек из числа безработных прошли обучение с правом открытия предпринимательской деятельности. В целях развития малого предпринимательства зарегистрировано в качестве индивидуальных предпринимателей 18 человек из числа безработных граждан и им центром занятости населения были выданы субсидии, в том числе: на развитие с/х — 17 чел., народные художественные промыслы — 1 чел. Администрацией района ведется работа по выполнению постановления правительства Белгородской области № 250-пп от 20 октября 2008 года «О мерах по финансовой поддержке малого и среднего предпринимательства области». По состоянию на 01.04.2010 года по рекомендациям администрации района через областной фонд поддержки малого предпринимательства было выдано займов на развитие предпринимательства 127 субъектам малого предпринимательства района на сумму 25,8 млн руб.

### Финансы
Согласно статистическому бюллетеню «О финансовом состоянии организаций Ивнянского района за январь — февраль 2010 года» сальдированный финансовый результат составил +27 811 тыс. руб. (по состоянию на 1 марта 2009 г. — +49 051 тыс. руб.). По состоянию на 1 марта 2010 года дебиторская задолженность по предприятиям района составляла 3 090 219 тыс. руб., кредиторская задолженность — 1 340 356 тыс. руб., задолженность по полученным кредитам и займам — 7 594 738 тыс. руб. Дебиторская задолженность по предприятиям района по состоянию на 1 марта 2009 года составила 3 478 639 тыс. руб. Кредиторская задолженность — 1 318 247 тыс. руб. Задолженность по полученным кредитам и займам составляет 8 434 157 тыс. руб.

### Заработная плата
Средняя начисленная заработная плата за февраль 2010 года составила 12 652,5 руб., что к соответствующему месяцу 2009 года составляет 110,6 %, к январю 2010 года — 101,2 %.
| Средняя начисленная заработная плата по видам экономической деятельности за февраль 2010 года                              | рублей   |
| --- | -------- |
| Сельское хозяйство, охота, лесное хозяйство                                                                                | 18 338,7 |
| Обрабатывающие производства (производство пищевых продуктов)                                                               | 24 160,5 |
| Производство и распределение электроэнергии, газа и воды                                                                   | 13 683,1 |
| Строительство | 9018,9   |
| Оптовая и розничная торговля; ремонт автотранспортных средств, мотоциклов, бытовых изделий и предметов личного пользования | 9150,0   |
| Транспорт и связь | 17 800,0 |
| Финансовая деятельность | 14 382,4 |
| Операции с недвижимым имуществом, аренда и предоставление услуг                                                            | 11 010,9 |
| Государственное управление и обеспечение военной безопасности; обязательное социальное страхование                         | 14 039,7 |
| Образование | 9251,3   |
| Здравоохранение и предоставление социальных услуг                                                                          | 9494,3   |
| Предоставление прочих коммунальных, социальных и персональных услуг                                                        | 9282,3   |

Администрацией района осуществляется постоянный контроль за своевременной выплатой заработной платы работникам предприятий и организаций и повышением её уровня. В целях реализации трехстороннего соглашения между профсоюзами, работодателями и администрацией Ивнянского района на 2008—2010 годы, смягчения последствий финансово-экономического кризиса, обеспечения социальной и экономической стабильности в районе, повышения эффективности работы по соблюдению прав работников на достойную, своевременную и в полном объёме оплату труда, в соответствии с постановлением правительства Белгородской области от 8 февраля 2010 года № 43-пп «О мерах по повышению уровня заработной платы и ликвидации задолженности по её выплате в организациях производственных видов экономической деятельности области в 2010 году» принято постановление администрации Ивнянского района от 18 февраля 2010 года № 42 «О мерах по повышению уровня заработной платы и ликвидации задолженности по её выплате в организациях производственных видов деятельности района в 2010 году».

### Рынок труда
По состоянию на 01.04.2010 г. численность официально зарегистрированных безработных составила 227 человек (на 01.04.2009 г. — 181 чел.). За отчётный период в районную службу занятости населения обратилось 309 человек, трудоустроено 170 человек (55 %), направлено на переобучение 24 человека. Администрацией района и государственным учреждением «Центр занятости населения Ивнянского района» периодически проводится мониторинг структуры трудовых ресурсов городского и сельских поселений Ивнянского района. В соответствии с Программой улучшения качества жизни населения Ивнянского района, в целях реализации стратегических направлений экономического и социального развития района повышения уровня и изменения структуры занятости населения на основе создания и сохранения рабочих мест, формирования благоприятных условий для развития деловой активности населения администрацией района были утверждены (постановление главы местного самоуправления Ивнянского района от 18 сентября 2007 г.№ 216) и реализовывались мероприятия по созданию новых рабочих мест в Ивнянском районе на 2007—2011 годы.
Согласно вышеуказанных мероприятий на территории района за период 2007—2011 гг. планировалось создать не менее 1648 новых рабочих мест. Фактически за 1 квартал 2010 года создано 32 новых рабочих места (годовой план — 298).

### Демография
В районе реализуется Программа «О демографической ситуации в районе и мерах по её улучшению», программы «Дети Белгородчины», «Женщины Ивнянского района». За январь — март 2010 года (по данным отдела ЗАГСа администрации района) в районе родилось 62 ребёнка (в январе — марте 2009 г. — 56).
Умерло за январь — март 2010 года 112 человек (январь — март 2009 г. — 105). Показатель естественной убыли населения в сравнении с январем — мартом 2009 года увеличился на 2 % (январь — март 2010 г. — 50; январь — март 2009 г. — 49).
Браков в 1 квартале 2010 года зарегистрировано 24 (1 квартал 2009 года — 28), разводов — 19 (1 квартал 2009 года 

## Достижения района
Ивнянский район является столицей пчеловодства Белгородской области. Что многократно доказано на ежегодных ярмарках «Медовый спас» по итогам которых ивнянские пчеловоды регулярно занимают призовые места. Грамотно проведенная работа отдела малых форм хозяйствования на селе способствует развитию, увеличению интереса, привлечению молодежи к ремеслу, повышения конкурентоспособности ивнянских тружеников.